# مرسدس-بنز کلاس-ئی

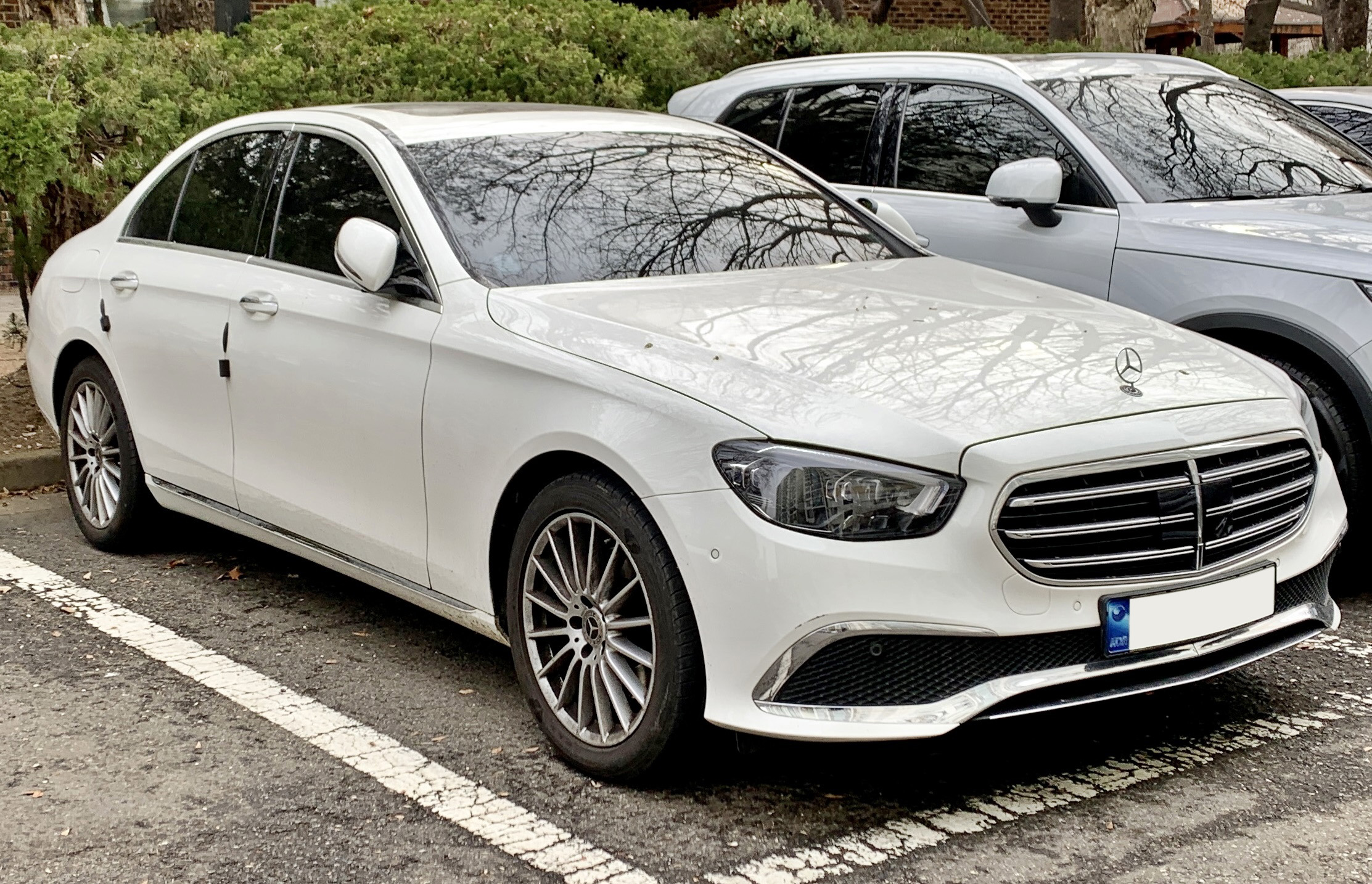

مرسدس-بنز کلاس-ئی (به انگلیسی: Mercedes-Benz E-Class) یکی از مدل خودروهای شرکت مرسدس-بنز است که از سال‌های اواسط دهه ۱۹۳۰ تا امروز (از سال ۱۹۹۳ به روال کنونی) در طیف وسیع تولید شده‌است. طراحی آن موتور جلو و محور عقب یا چهارچرخ محرک بوده‌است. این خودرو در کلاس خودروهای شرکتی (یا سگمنت ئی) جای می‌گیرد. از نظر تاریخی، کلاس ئی با فروش بیش از ۱۴ میلیون دستگاه تا سال ۲۰۱۵، پرفروش ترین مدل مرسدس بنز است. در نوامبر سال ۲۰۲۰ مدل ۲۱۳ کلاس ئی به عنوان خودروی سال موتور ترند یا به عنوانی خودرو سال ۲۰۲۱ جهان را به خود اختصاص داد.

## مونتاژ در ایران
سال ۱۳۸۱ مذاکرات ایران خودرو و بنز آلمان به نتایج خوبی رسید و در نهایت در سال ۱۳۸۵، بنز کلاس ئی اتاق دبلیو۲۱۱ در کارخانه ای به نام «تاپ خودرو» به عنوان زیر مجموعه ایران خودرو به مرحله مونتاژ رسید. در آن زمان بنز آلمان حدود ۱۷۴۰ قطعه از این خودرو را به ایران خودرو تحویل می‌داد و کارکنان تاپ خودرو با مونتاژ به روش اس‌کی‌دی، بنز ئی کلاس را به بازار عرضه می‌کردند. سخت‌گیری‌های شدید بنز آلمان بر روند مونتاژ این خودروها در تاپ خودرو باعث شد تا کلاس ئی‌های ایران خودرو از نظر دقت تولید و کیفیت شباهت بسیار زیادی نسبت به نمونه‌های وارداتی داشته باشد و از سویی موفقیت خوبی را در بازار ایران به دست آورند.

## نگارخانه

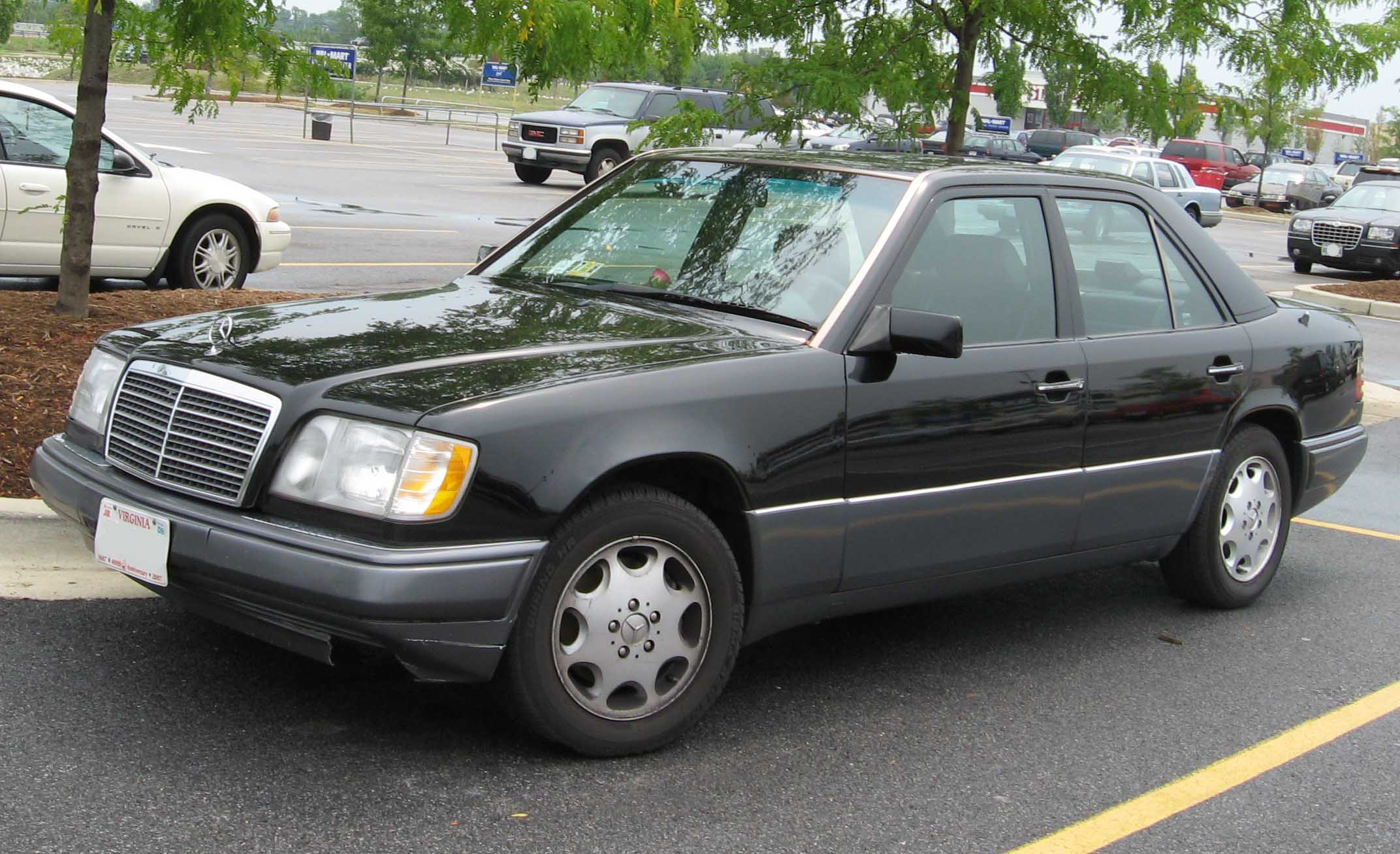
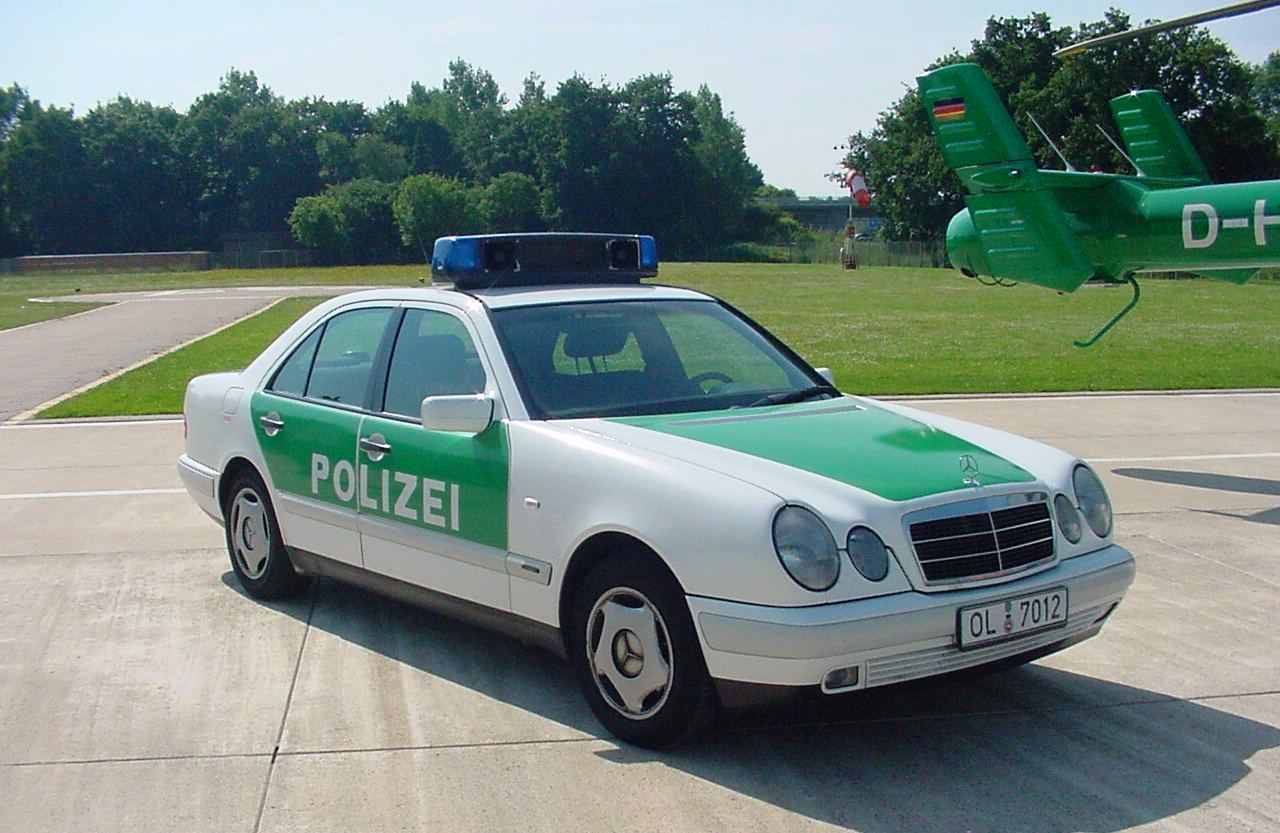
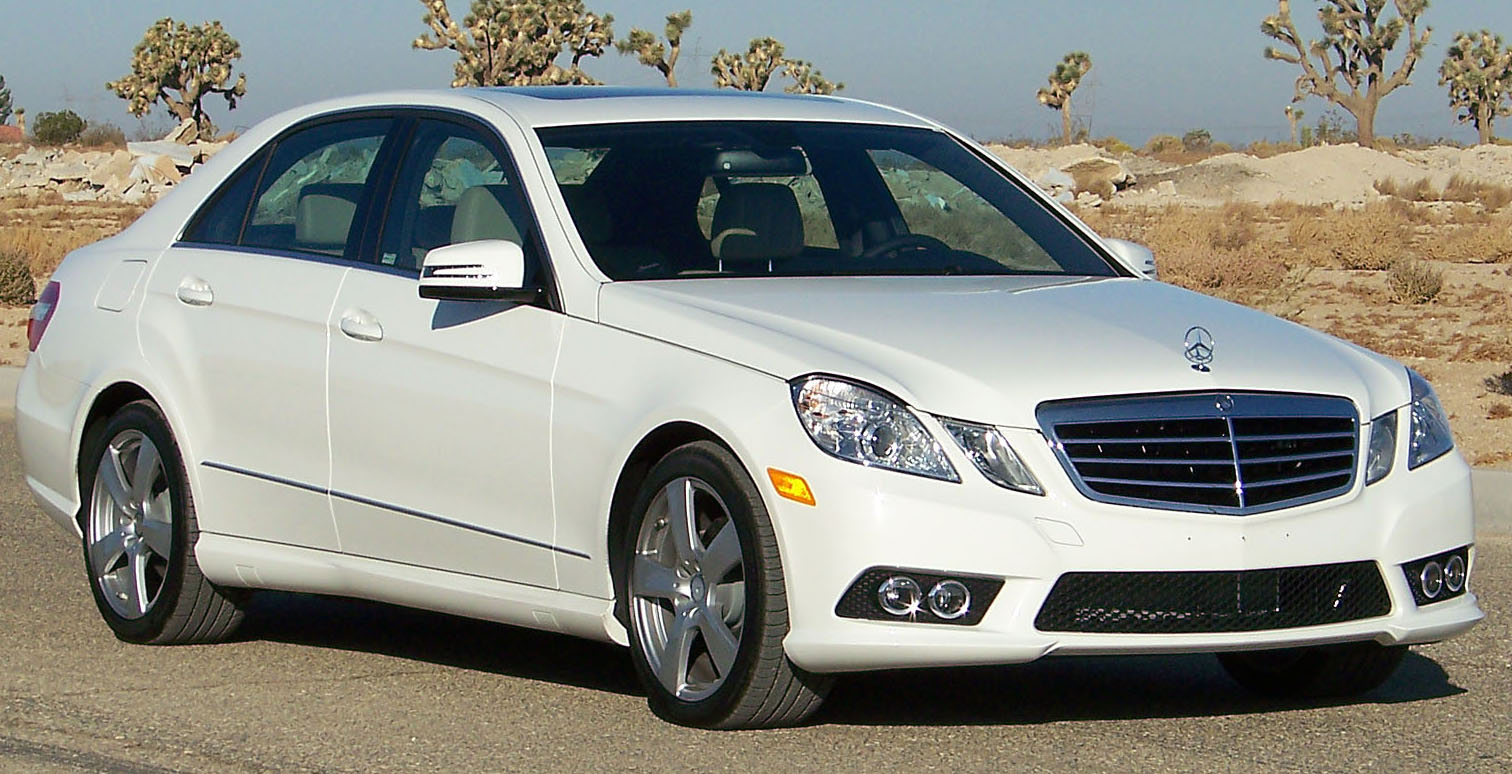